# Polachowa
Polachowa (ukr. Поляхова) – wieś na Ukrainie, w obwodzie chmielnickim, w rejonie chmielnickim, w hromadzie Teofipol. W 2001 liczyła 1118 mieszkańców, spośród których 1095 wskazało jako ojczysty język ukraiński, 3 rosyjski, 1 mołdawski, a 19 ormiański.